# James Alexander Hamilton (músic)
James Alexander Hamilton (Londres, 1775-1845) fou un músic anglès.
Es dedicà especialment a la teoria de la música i quasi totes les seves obres assoliren un gran nombre d'edicions. Entre elles cal citar: Modern instruction for the piano-forte; Vatechism of singing; C. of the òrgan; C. of the rudiments of harmony and thorough-bass; C. of counterpoint, Melody and composition; C. of double counterpoint and fugue; C. on art of wirling for an orchestra and of playing from score; C. of the invention, exposition, development, and concatenation of musicalideas; A new theoretical musical grammar, i Dictionary comprising and explication of 3500 italian, french, etc., term.
A més, traduí a l'anglès el Contrapunt de Boccherini, el Mètode de violí de Baillot, el Kontrabasschule de Fröehlich i l'Anleitung zum Praeludieren de Vierling.